# Donnie Yen
Donnie Yen Ji-dan (chinesisch 甄子丹, Pinyin Zhēn Zǐdān, Jyutping Jan1 Zi2daan1, kantonesisch Yen Ji-dan; * 27. Juli 1963 in Guangzhou, China) ist ein Schauspieler, Actionchoreograph, Kampfkünstler und Regisseur chinesischer Herkunft.

## Leben und Tätigkeit
Donnie Yen wuchs zunächst in China und ab seinem elften Lebensjahr in Boston auf. Seine Mutter Bow-sim Mark ist eine Meisterin in Wushu und Tai-Chi und unterrichtete ihn bereits in frühen Jugendjahren in den Kampfkünsten. 1978 ging Donnie Yen nach Peking auf der Shichahai Sports School, um sich dort in Kampfsport bzw. Kampfkunst weiterzubilden. Jet Li war einer seiner Klassenkameraden in der Pekinger Kampfsportschule, als sie gemeinsam unter dem renommierten Trainer Wu Bin trainierten. In Hongkong lernte er später den Regisseur und Kampfkunstchoreographen Yuen Woo-ping kennen und gelangte so zum Film. Seine erste Rolle spielte er 1984 in dem Martial-Arts-Film Drunken Tai Chi (Originaltitel 笑太極,  Xiào tàijí, Jyutping Siu3 taai3gik6, deutsch etwa „lachendes Tai-Chi/Taijiquan“) von Woo-ping mit. Seinen Durchbruch im Hongkong-Kino erreichte er mit der Rolle des Lan als Gegenspieler von Jet Li in Wong Fei Hung II – internationaler Titel englisch Once Upon a Time in China 2. Danach spielte er unterschiedliche Rollen in diversen bekannten asiatischen Martials-Arts-Filmen, darunter Iron Monkey und Wing Chun. Bereits kurz vor Wong Fei Hung II hatte er in der Neuverfilmung von Die Herberge zum Drachentor, New Dragon Gate Inn, die Rolle des machthungrigen kaiserlichen Eunuchen Tsao Siu-yan (曹少欽) übernommen.
Im Westen ist Yen vor allem für seine Rollen in Hero und in einigen Hollywood-Action-Filmen wie Blade II, Shanghai Knights und Highlander: Endgame sowie durch seine Hauptrolle in der Ip-Man-Reihe bekannt. 2016 spielte er mit dem blinden Krieger Chirrut Îmwe eine der Hauptrollen in Rogue One: A Star Wars Story und 2017 einen der Triple-X-Agenten in xXx: Die Rückkehr des Xander Cage. Zudem war er 2016 in Crouching Tiger, Hidden Dragon: Sword of Destiny, der Fortsetzung von Tiger and Dragon, zu sehen.
2017 wurde er in die Academy of Motion Picture Arts and Sciences (AMPAS) aufgenommen, die jährlich die Oscars vergibt.
Donnie Yen hat einen Sohn (geb. 1995, Jeff) aus seiner ersten Ehe mit Leung, Zing-Ci. 2003 heiratete er Cecilia Wang – auch bekannt als Cissy Wang, mit der er eine Tochter (geb. ca. 2004, Jasmin) und einen Sohn (geb. ca. 2008, James) hat.
Für die Stunt- und Actionchoreographie hat Yen auch eine eigene Stuntmannschaft, das „Donnie Yen’s Action Team“ (甄家班 – „wörtlich: Yen-Familie-Truppe“), gegründet.
2023 wurde Yen als Nachfolger von Jackie Chan als Vertreter im Bereich Literatur und Kunst in der Politischen Konsultativkonferenz des chinesischen Volkes (PKKCV) gewählt.

## Filmografie (Auswahl)

### Schauspieler
| - 1984: Drunken Tai Chi (Siu Taai Gik) - 1985: Mismatched Couples (Ching fung dik sau) - 1988: Ultra Force 4 (Dak ging to lung) - 1989: In the Line of Duty 4 (Wong Ka Si Sei IV: Sik Gik Sing Yan) - 1990: Tiger Cage II (Sai hak chin) - 1991: Holy Virgin vs. Evil Dead (Moh sun gip) - 1991: Crystal Hunt (No foh wai lung) - 1991: New Dragon Gate Inn (Sun lung moon hak chan) - 1992: Last Hero – Once Upon a Time in China II (Wong Fei-Hung II) - 1993: Cheetah on Fire (Lip pau hang tung) - 1993: Butterfly Sword – Die Macht des Schwertes (San lau sing woo dip gim) - 1993: Hero Among Heroes (So Hak-Yee) - 1993: Iron Monkey (Siu nin Wong Fei Hung chi: Tit ma lau) - 1994: Circus Kids (Ma hei siu chi) - 1994: Wing Chun - 1994: High Voltage - Vergebung ist keine Option (Ah sau ging gat: Si gou aat sin ) - 1995: The Saint of Gamblers (Dou sing 2: Kai tau dou sing) - 1996: Iron Monkey 2 (Gaai tau saat sau) - 1996: Satan Returns (666: Mo gui fu huo) - 1997: The Black Rose 2 (Hak Mui Gwai yee git gam lan) - 1997: The New Big Boss – Legend Of The Wolf (Chin Long Chuen) - 1998: Ballistic Kiss (Sat Sat Yan, Tiu Tiu Mo) - 1999: City of Darkness (Hei Se Cheng Shi) - 1998: Shanghai Affairs (Sun Tong San Tai Hing) - 2000: Highlander: Endgame - 2001: Blade II - 2002: Hero (Yīngxióng) - 2003: Shanghai Knights - 2004: Love on the Rocks (Luen Ching Go Gup) - 2004: Die Chroniken von Huadu: Blade of the Rose (Chin gei bin 2: Fa tou tai kam) - 2005: Die sieben Schwerter (Qi Jian) | - 2005: Kill Zone S.P.L. (Saat po long) - 2006: Dragon Tiger Gate (Lung Fu Moon) - 2007: Flash Point – Dou fo sin (Dou fo sin) - 2008: Ip Man (Yè Wèn) - 2008: Das Königreich der Yan (Jiang shan mei ren) - 2008: Painted Skin – Die verfluchten Krieger (Hua pi) - 2009: The Founding of a Republic (Jian guo da ye) - 2009: Bodyguards and Assassins (Shi yue wei cheng) - 2010: 14 Blades (Jin yi wei) - 2010: Ip Man 2 (Yè Wèn Ěr: zōng shī chuán qí) - 2010: Legend of the Fist (Jing wu feng yun: Chen Zhen) - 2011: The Lost Bladesman (Guan Yun Chang) - 2011: Dragon (Wu xia) - 2012: All’s Well, Ends Well (Baat seng bou hei) - 2013: Together (Soi yat hei) - 2013: Special ID (Te shu shen fen) - 2014: Iceman (Bing feng: Chong sheng zhi men) - 2014: Kung Fu Killer (Yi ge ren de wu lin) - 2014: The Monkey King (Xi you ji: Da nao tian gong) - 2015: An Inspector Calls (San Taam Ka To) - 2015: Ip Man 3 (Yè Wèn Sān) - 2016: Crouching Tiger, Hidden Dragon: Sword of Destiny - 2016: Rogue One: A Star Wars Story - 2017: xXx: Die Rückkehr des Xander Cage (xXx: Return of Xander Cage) - 2017: Gong Shou Dao - 2018: Big Brother - 2019: Ip Man 4: The Finale - 2020: Enter the Fat Dragon - 2020: Mulan - 2021: Raging Fire - 2023: John Wick: Kapitel 4 (John Wick: Chapter 4) - 2023: Sakra (Tianlong baibu zhi Qiao Feng zhuan, 天龍八部之喬峯傳) |

Quelle: Hong Kong Movie Database
| - 1982: Miracle Fighters 2 (Kei Mun Dun Kap) - 1999: Moonlight Express (Sing yuet tung wa) - 1999: Der Puma – Kämpfer mit Herz - 2001: Princess Blade (Shura Yukihime) - 2003: The Twins Effect (Chin gei bin) - 2004: Protégé de la Rose Noire (Gin chap hak mooi gwai) - 2006: Stormbreaker | - 1994: Asian Cop – High Voltage (Ah sau ging gat: Si gou aat sin ) - 1996: Legend Of The Wolf (Chin Long Chuen) - 1998: Ballistic Kiss (Sat Sat Yan, Tiu Tiu Mo) - 1998: Shanghai Affairs (Sun Tong San Tai Hing) - 2003: The Twins Effect (Chin gei bin) - 2023: Sakra (Tianlong baibu zhi Qiao Feng zhuan, 天龍八部之喬峯傳) |

Quelle: Hong Kong Movie Database

## Videospiele
- 2003: Onimusha 3: Demon Siege (Playstation 2)